# MED31
MED31 (англ. Mediator complex subunit 31) – білок, який кодується однойменним геном, розташованим у людей на короткому плечі 17-ї хромосоми. Довжина поліпептидного ланцюга білка становить 131 амінокислот, а молекулярна маса — 15 805.
| 10         |  | 20         |  | 30         |  | 40         |  | 50         |
| ---------- |  | ---------- |  | ---------- |  | ---------- |  | ---------- |
| MAAAVAMETD |  | DAGNRLRFQL |  | ELEFVQCLAN |  | PNYLNFLAQR |  | GYFKDKAFVN |
| YLKYLLYWKD |  | PEYAKYLKYP |  | QCLHMLELLQ |  | YEHFRKELVN |  | AQCAKFIDEQ |
| QILHWQHYSR |  | KRMRLQQALA |  | EQQQQNNTSG |  | K          |  |            |

A: Аланін

C: Цистеїн

D: Аспарагінова кислота

E: Глутамінова кислота

F: Фенілаланін

G: Гліцин

H: Гістидин

I: Ізолейцин

K: Лізин

L: Лейцин

M: Метіонін

N: Аспарагін

P: Пролін

Q: Глутамін

R: Аргінін

S: Серин

T: Треонін

V: Валін

W: Триптофан

Кодований геном білок за функцією належить до активаторів. 
Задіяний у таких біологічних процесах, як транскрипція, регуляція транскрипції, ацетилювання. 
Локалізований у ядрі.